# Schoonheid

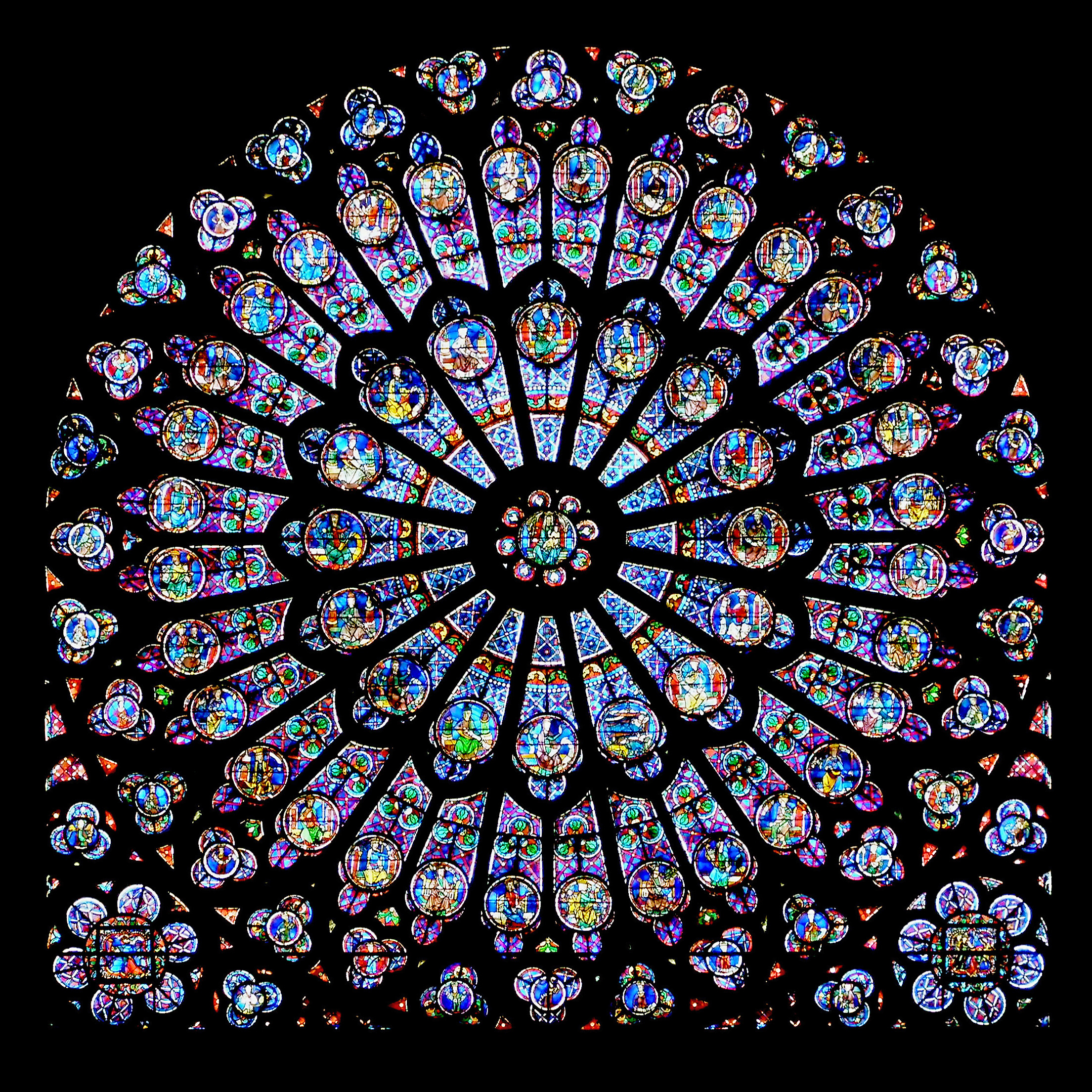
Een roosvenster in de Notre-Dame van Parijs. In de gotische bouwkunst werd licht beschouwd als de ultieme vorm van schoonheid.

Schoonheid of mooiheid is de waargenomen of aangevoelde kwaliteit van zaken als personen, objecten, landschappen, ideeën of uitingen van kunst die aanleiding geven tot voldoening of waardering. Schoonheid wordt bestudeerd als onderdeel van esthetica, cultuurfilosofie en sociale psychologie.
Een moeilijkheid bij het doorgronden van schoonheid is dat het zowel objectieve als subjectieve aspecten kent: enerzijds wordt schoonheid gezien als een eigenschap van iets, maar anderzijds is het afhankelijk van de emotionele reactie van de waarnemer. Men zegt wel: 'schoonheid zetelt in het oog van de waarnemer'. Desondanks is er in het algemeen sprake van een overeenstemming tussen mensen over wat mooi is, waardoor er ook een mate van objectiviteit ten grondslag ligt aan schoonheid.
Het definiëren van schoonheid is een zeer oud en belangrijk thema in de westerse filosofie. Schoonheid is volgens de filosoof Immanuel Kant iets 'subjectief algemeens'. Hij betoogt dat de eigenschappen van het te beschouwen object ons esthetisch oordeel bepalen, maar legt de volledige nadruk op de waardering en gevoelens van de toeschouwer aangaande het object. Hetgeen men als schoon ervaart, is het gevolg van een samenspel tussen de verschillende kenvermogens die onze ervaringen structureren.

## Schoonheid als beleving
Schoonheid is een kwaliteit of beleving (van een persoon, voorwerp, klank, plaats of idee) die de ervaring van genoegen, bevestiging, betekenis of goedheid veroorzaakt. Dit leidt tot gevoelens van aantrekking en emotioneel welzijn. In zijn diepgaandste zin zou schoonheid een ervaring van positieve weerspiegeling over de betekenis van het eigen bestaan kunnen veroorzaken.
Het tegendeel van schoonheid is lelijkheid dat wil zeggen: het waargenomen tekort aan schoonheid. Lelijkheid van een voorwerp bijvoorbeeld leidt tot afkeuring en veroorzaakt een negatief inzicht van dat voorwerp.
Wesselinoff onderscheidt drie historische stadia in de westerse perceptie van schoonheid, waaraan zij de volgende benamingen toekent:
1. Traditionele schoonheid: schoonheid in de uitgebreide zin die daaraan werd toegekend in het Oude Griekenland, de Middeleeuwen, de Renaissance en de Verlichting;
2. Sensuele schoonheid: schoonheid in de enge, zuiver esthetische zin, beperkt tot wat de zintuigen waarnemen. In deze betekenis was schoonheid het doelwit van de 20ste-eeuwse anti-esthetische beweging;
3. Herontdekte[3] schoonheid: schoonheid in de breedste esthetische zin, die niet alleen de zintuiglijke ervaringen omvat, maar wat die ervaringen voortbrengen als geestelijke producten en affectieve toestanden.

## Schoonheid in de kunsten
Schoonheid is een thema in de esthetica, een onderdeel van de filosofie dat onderzoekt wat als mooi of lelijk wordt ervaren. De beleving van schoonheid is deels subjectief, maar de filosoof Kant betoogt dat schoonheid ook verbonden is aan het schone voorwerp zelf.

### Plato
Voor Plato (428 v. Chr. - 354 v. Chr) was kunst een slechte imitatie mimesis. Volgens hem was een voorwerp slechts een kopie van een ideale werkelijkheid of idee. Kunst was een imitatie van een voorwerp en dus een kopie van een kopie. Alle imitaties slaagden er op geen enkele manier in om de werkelijkheid uit te beelden.

### Aristoteles

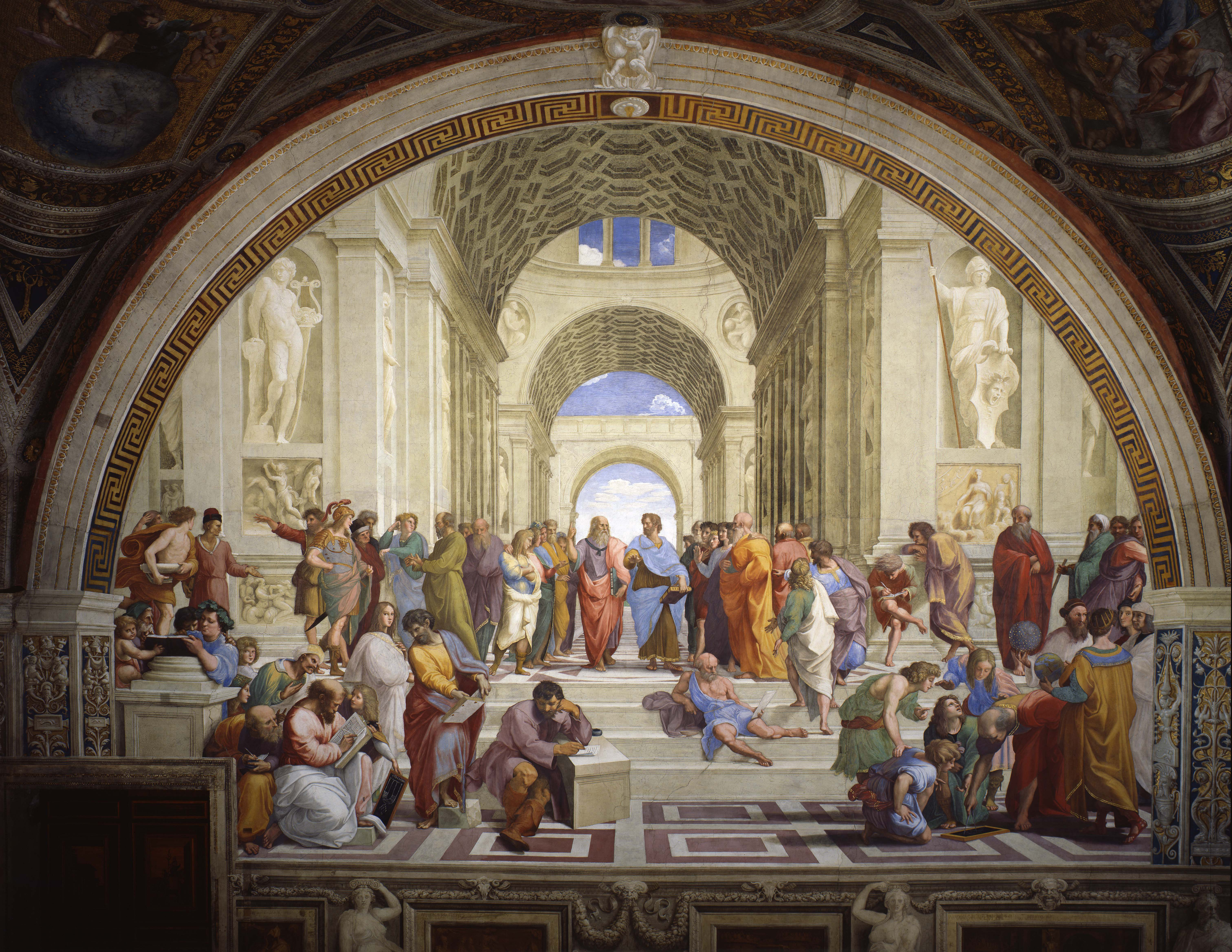
De Atheense school, Stanza della Segnatura, Vaticaan

Aristoteles (384 v. Chr.- 322 v. Chr.) leerling van Plato, beschreef tragedies en stelde dat iets schoon of mooi is wanneer er niets aan toegevoegd of van afgehaald kan worden zonder dat het slechter wordt. Schoonheid is een objectieve en inherente eigenschap van een voorwerp en heeft te maken met de functie en proporties van het voorwerp. Naarmate een (kunst)-voorwerp beter lijkt (mimesis) op het af te beelden voorwerp, is het kunst-object schoner.
In het schilderij De Atheense School van Raphael staan Plato en Aristotles naast elkaar. Plato staat links van het midden en wijst naar de hemel: de bron van de waarheid en eeuwige idealen. Aristoteles staat rechts en wijst naar de aarde: imitatie is natuurlijk en de mens kan er plezier van hebben en zelfs van leren.

### Kant
Immanuel Kant (1724-1804) en eerder al Alexander Baumgarten (1714 - 1762) ontwikkelden de theorie van esthetica. Kant schrijft in Kritik der Urteilskraft over smaak en het vermogen om schoonheid te beoordelen.
Ruwweg stelt de filosoof dat er geen objectieve methode is om schoonheid te kunnen vaststellen. Schoonheid bestond voor Kant enerzijds uit activiteiten van degene die een object (kunstwerk) observeert (zien, denken en de indrukken die het kunstwerk maakt) en daarnaast ook uit kenmerken van het object zelf. Een esthetisch oordeel bevat vier categorieën:

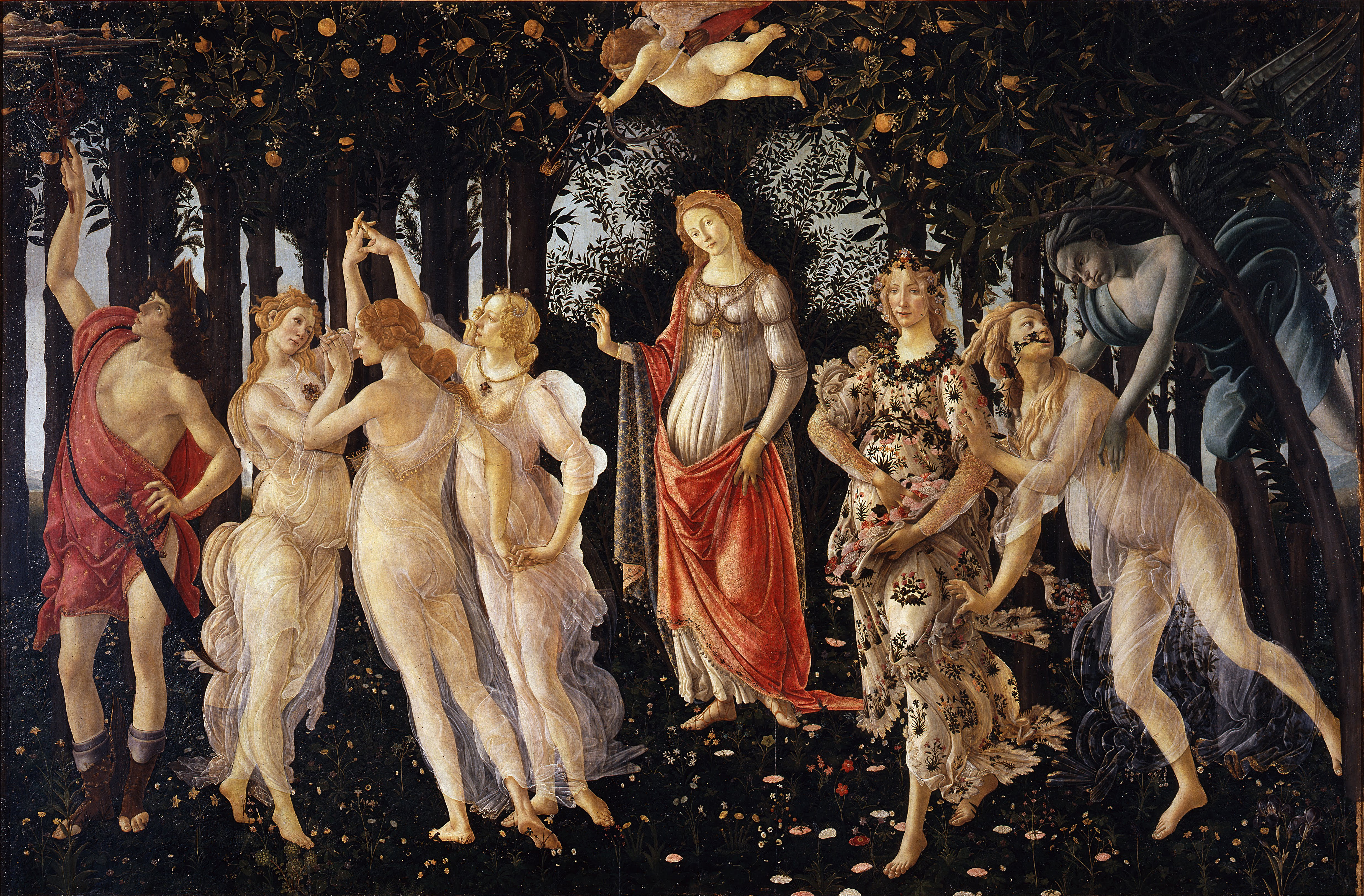
La Primavera, rond 1478, Uffizi-museum Florence

1. Een esthetisch oordeel is belangeloos. Dat wil zeggen: we beleven ergens genot aan eenvoudigweg omdat we iets als mooi of als schoon ervaren. Schoonheid ervaren is hier essentieel. Genieten van schoonheid onderscheidt zich van andere vormen van genot. La Primavera, rond 1478, Uffizi-museum Florence Bijvoorbeeld: ik vind La Primavera van Boticelli schoon omdat bijvoorbeeld de kleuren en de prachtig geschilderde gezichten mij aanspreken en niet omdat ik rijk ben, het schilderij ga kopen en het thuis aan de muur ga hangen. Schoonheid is gebaseerd op kenmerken van het object, niet de functie ervan.
2. Een esthetisch oordeel is subjectief universeel. Dat wil zeggen dat het genot dat volgt uit een ervaring van schoonheid universeel noodzakelijk is, want mensen vellen een esthetisch oordeel volgens dezelfde structuur. Daarbij verwachten we universele bijval wat betreft ons oordeel, dus dat iedereen schone zaken gelijkelijk waardeert, meer dan bij oordelen over het aangename waarvan men veelal zegt 'smaken verschillen'. Bijvoorbeeld: Iedereen beleeft de La Primavera als schoon.
3. Schone objecten zijn begripsloos: schoonheid is een subjectieve eigenschap van het object. Schoonheid ervaren is een volledig gevoelsmatige aangelegenheid, die zich onttrekt aan het verstand. Iets in La Primavera (de drapering van de gewaden bijvoorbeeld) bekoort mij en beroert mijn bewustzijn of raakt aan mijn gevoel van genot zonder dat mijn verstand er grip op weet te krijgen.
4. De ervaring van schoonheid geeft het idee dat het schone object doelmatig en juist is: de vorm en het ontwerp zijn de belangrijkste eigenschappen van een object om het mooi te vinden. Alles aan het object is correct en juist, precies zoals het moet zijn, zoals de symmetrische opstelling van Venus met Cupido in de lucht; de bomen achter haar vormen een soort lichtkrans, ze vormen mee met haar bewegingen en het prachtige gebloemde gewaad van Flora, ook de afmetingen (2m x 3m) van het schilderij: alles klopt.

## Aantrekkelijkheid
In onze samenleving wordt schoonheid vooral beschouwd als fysieke aantrekkelijkheid. Bij de eerste ontmoeting wordt een mens soms aangesproken op zijn of haar fysieke verschijning. Er is binnen de eerste twintig seconden een aantrekkingskracht of afkeer, die vervolgens gecompenseerd kan worden door talenten en intellectuele of innerlijke vermogens.
Fysieke aantrekkelijkheid is iemands zichtbaarste kenmerk en heeft een belangrijke informatieve waarde. Fysiek aantrekkelijke personen zijn populairder, minder het onderwerp van pesten en treiteren, en presteren beter. Make-up en cosmetica worden dikwijls aangewend om de eigen schoonheid te verhogen.

## Zeven schoonheden
De zeven schoonheden betreffen een aantal uiterlijke kenmerken bij de vrouw die als een teken van schoonheid beschouwd worden.

### 17e eeuw
In het Frankrijk van de 17e eeuw ontstonden de zeven klassieke schoonheden:
1. donker haar en lichte ogen of omgekeerd
2. bleke huid
3. schoonheidsvlek
4. lange, gekrulde wimpers
5. amandelvormige ogen
6. sproetjes
7. kuiltjes in de wangen

### Fotogalerij

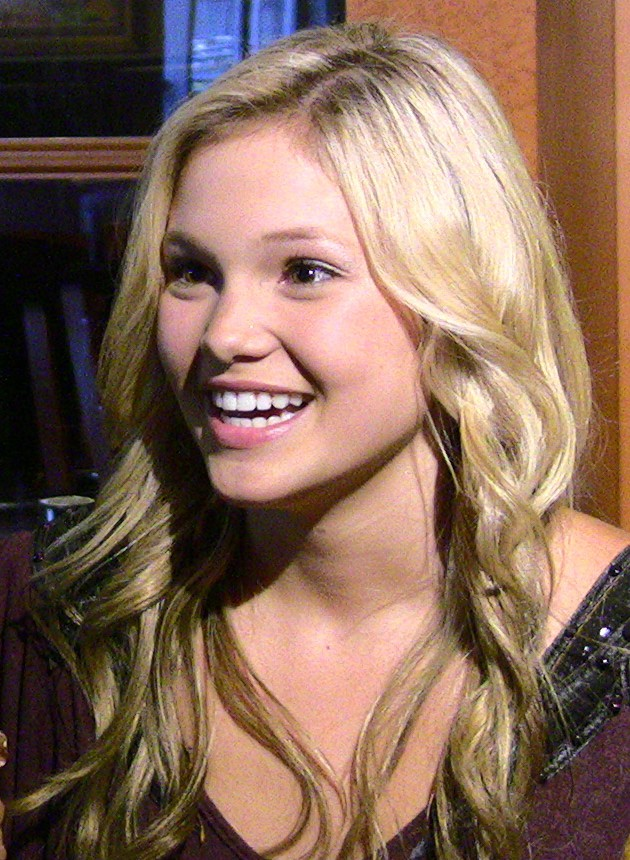
Olivia Holt met licht haar en donkere ogen
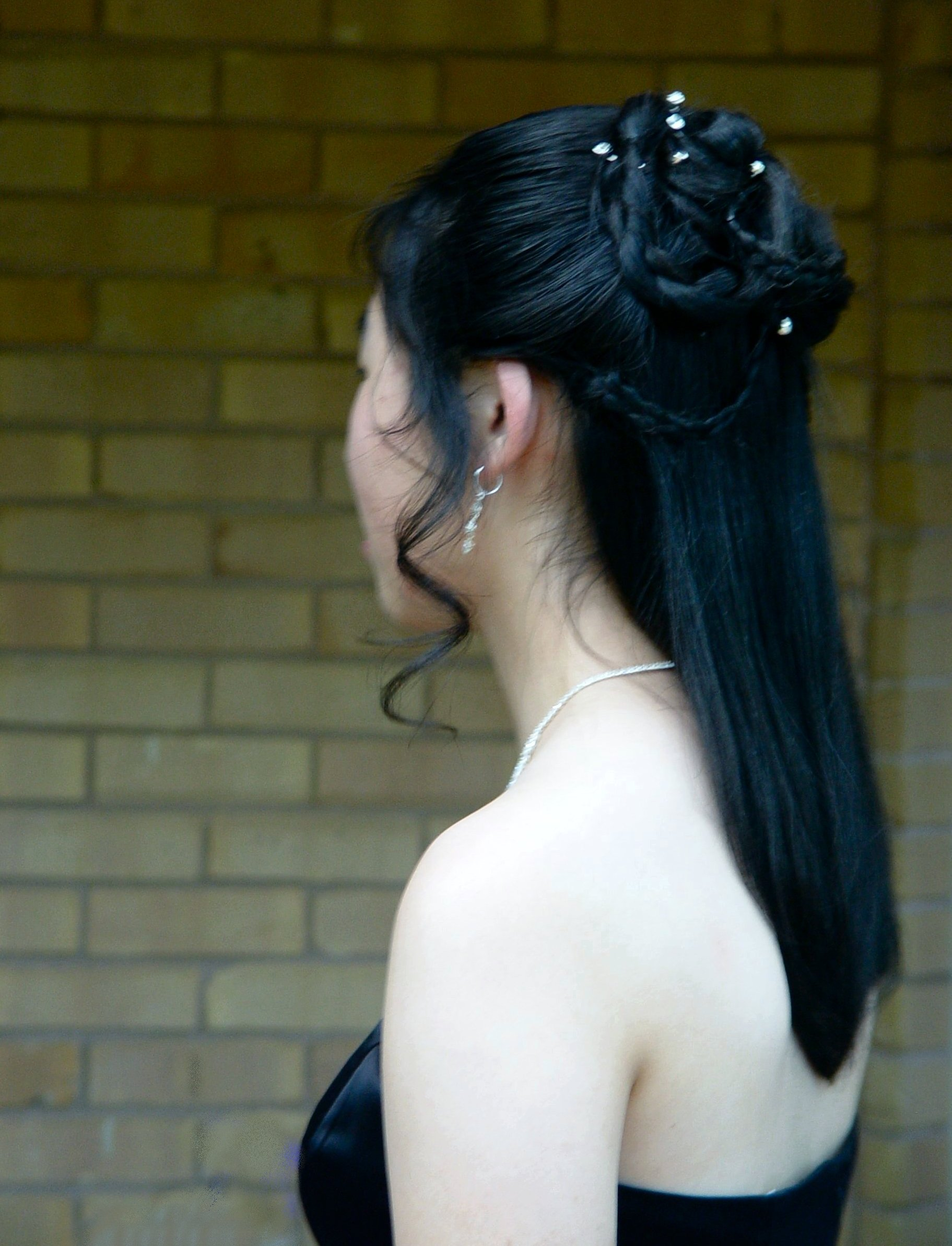
Japanse vrouw met bleke huid
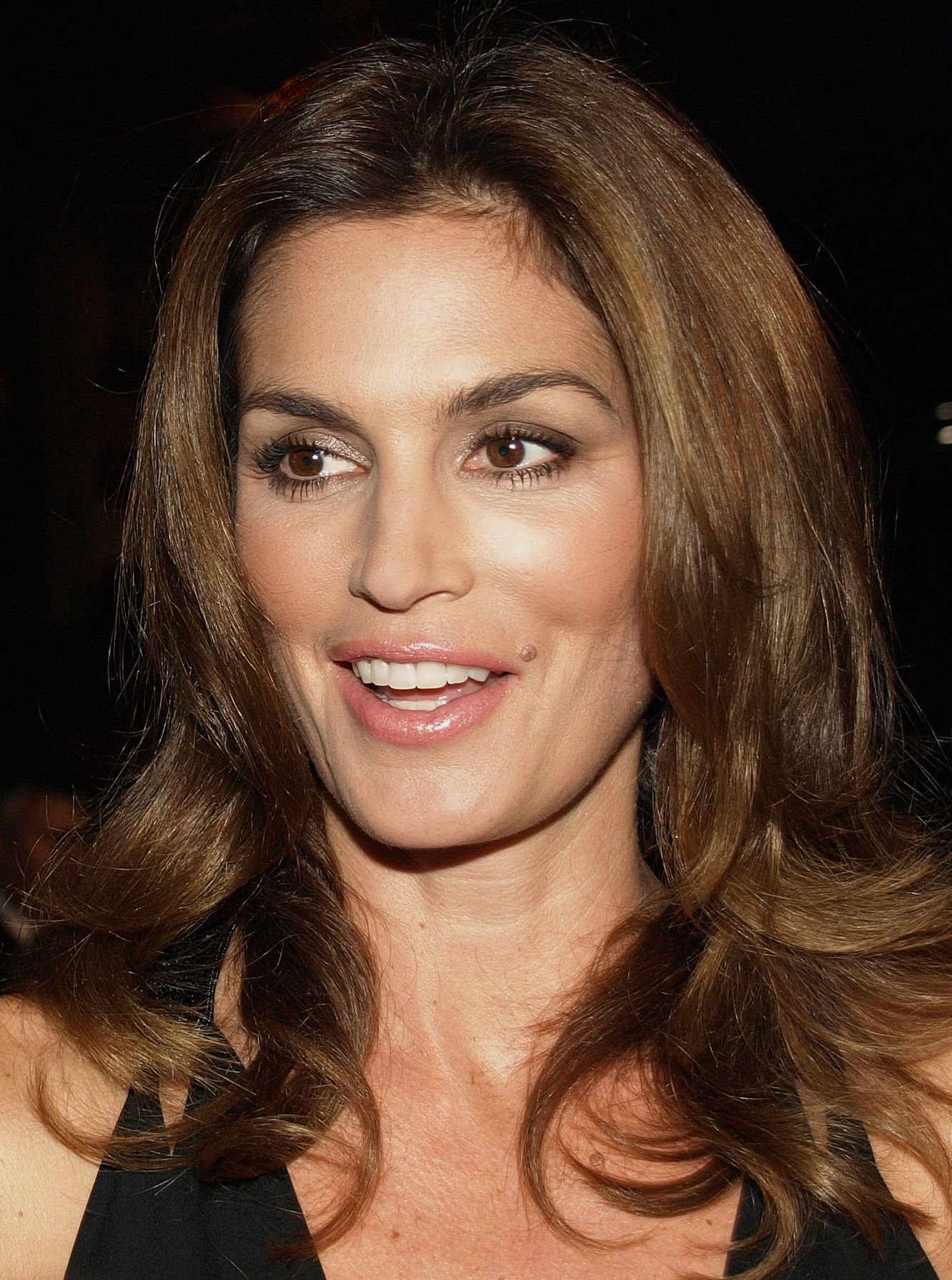
Cindy Crawford met een schoonheidsvlek
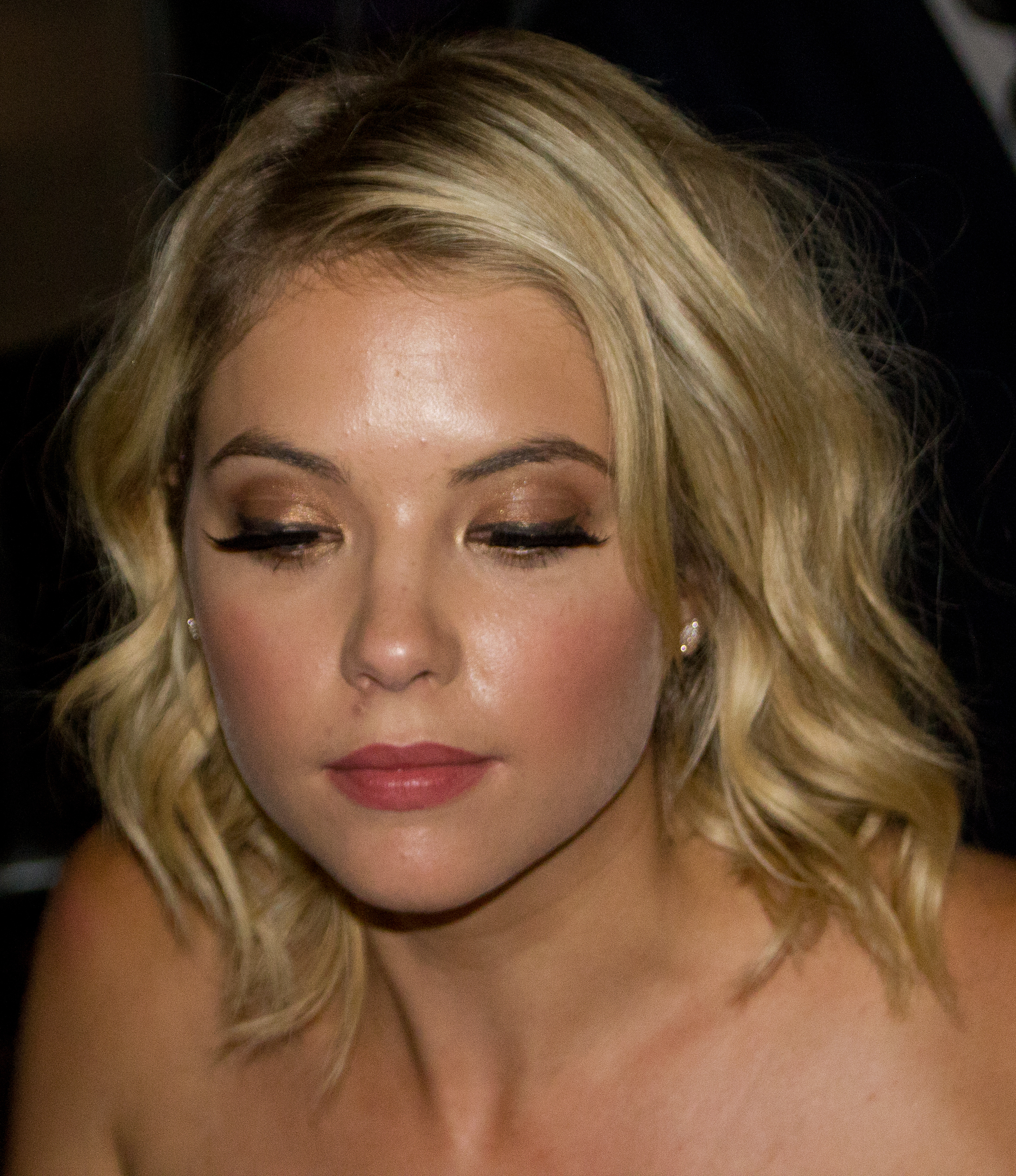
Ashley Benson met lange wimpers
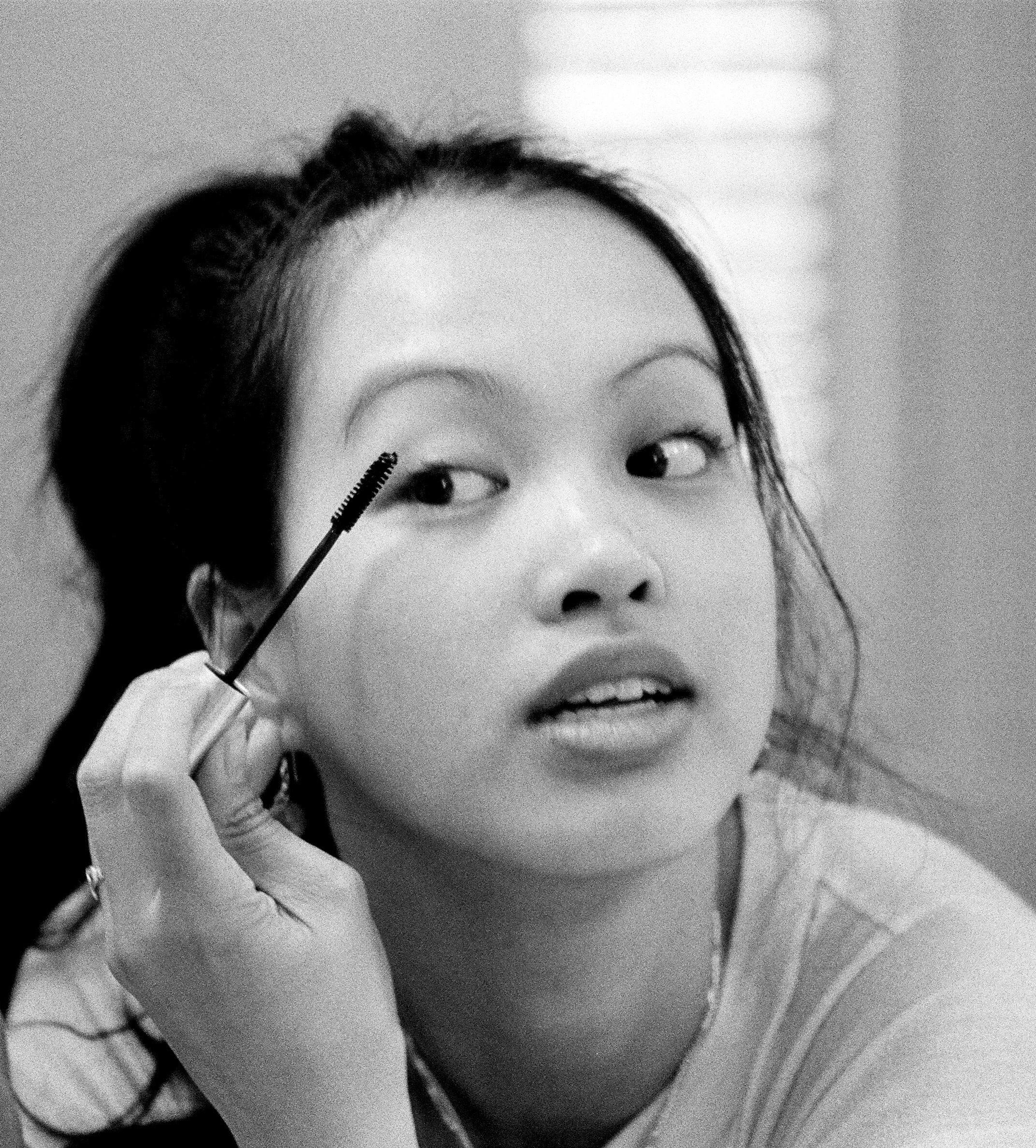
Meisje met amandelvormige ogen
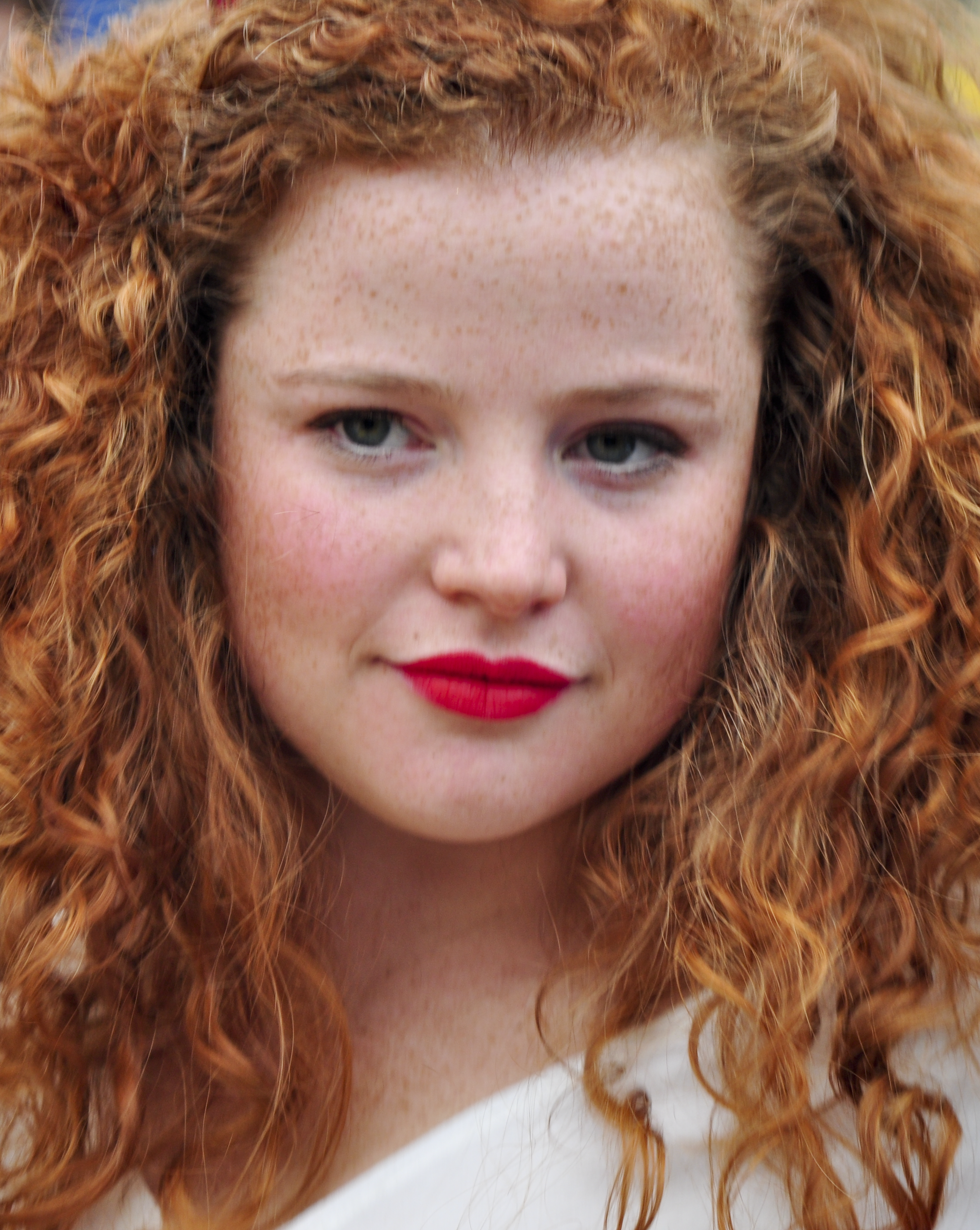
Vrouw met sproeten
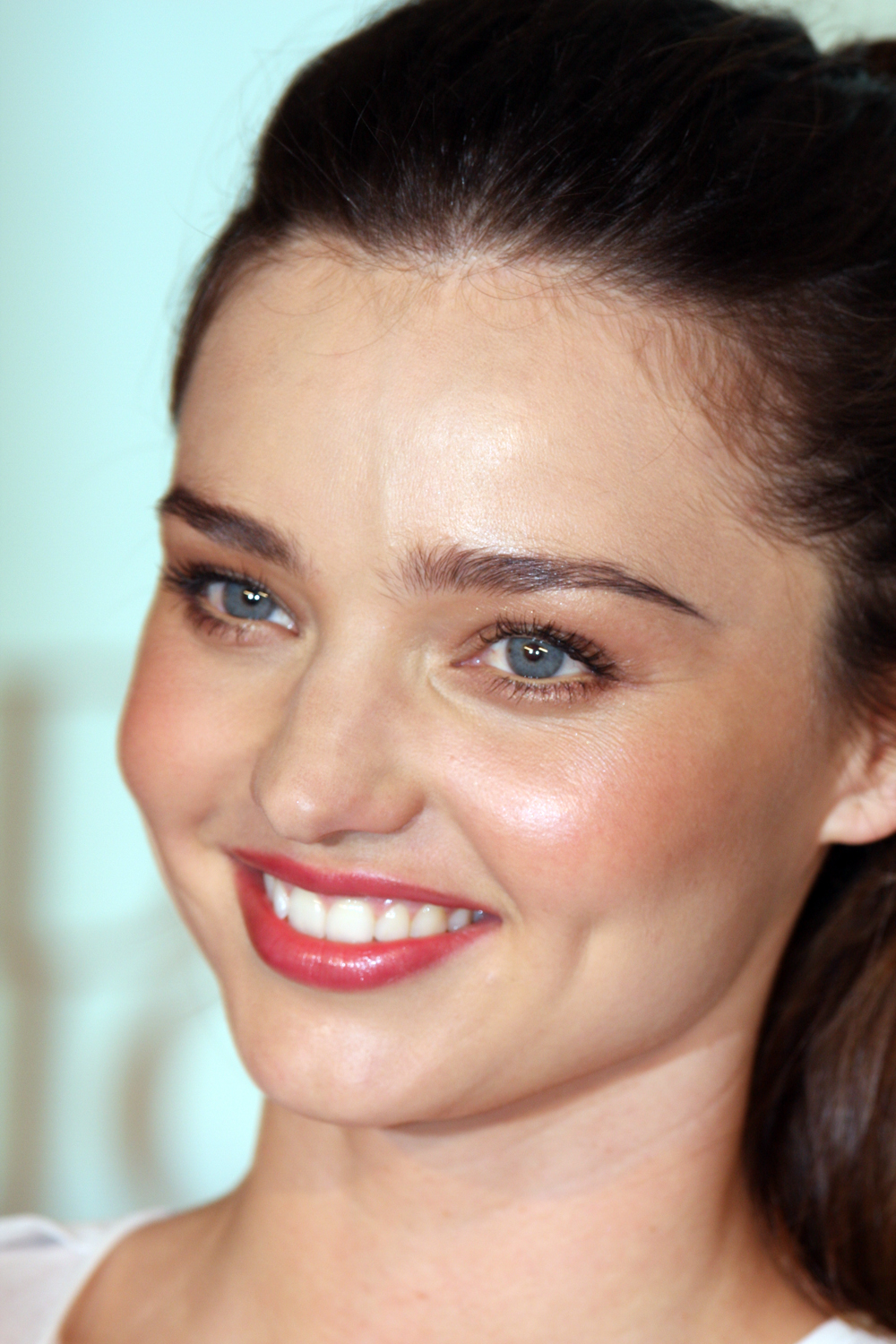
Glimlachende vrouw met kuiltjes in de wangen